# Fernando Zappia
Fernando Zappia est un footballeur argentin né le 22 février 1955 à Buenos Aires (Argentine). 
Évoluant au poste de libéro Zappia a notamment remporté la Coupe de France avec Metz en 1984.

## Biographie
Le début de carrière de Zappia est ponctué par un titre de champion d'Argentine avec River plate : alors qu'il ne devait pas être sur le terrain lors du match capital pour le titre que River plate attendait depuis 18 ans ; en raison d'une grève des joueurs pros c'est la réserve du club qui validera ce titre tant convoité en l'emportant 1-0 contre les Argentinos Juniors, permettant à Zappia de lancer sa carrière. 
Avec le FC Metz, il remporte la Coupe de France avec le club lorrain en 1984 face à l'AS Monaco. 
L'année suivante, lors de la Coupe d'Europe des vainqueurs de coupe, il prend part à l'un des plus grands exploit du FC Metz et du football français, battant le FC Barcelone au Camp Nou 4-1 et se qualifiant pour les 8e de finale de la compétition,,,.
Éliminés par le Dynamo Dresde au tour suivant, l'exploit des Messins de battre le Barça à domicile reste inégalé par un club français jusqu'au triplé de Kylian Mbappé en 2021 qui permet au PSG de reproduire le score de 4-1 des Lorrains,.

## Palmarès
- Vainqueur de la Coupe d'Autriche en 1979 avec le FC Wacker Innsbrück
- Vainqueur de la Coupe de France en 1984 avec le FC Metz
- Champion de France de D2 en 1990 avec l'AS Nancy
- Champion d'Argentine (Métropole et Nacional) en 1975 avec River Plate

## Sources
- Marc Barreaud, Dictionnaire des footballeurs étrangers du championnat professionnel français (1932-1997), L'Harmattan, mai 1998, 320 p. (ISBN 2-7384-6608-7).
- Jacques Ferran et Jean-Philippe Réthacker - "Les guides de l'Équipe, Football 85-86", 1985: Dictionnaire de la Division 1, page 55;
- « Zappia: "C’est au FC Metz que j’ai gardé mes meilleurs souvenirs" », Luxemburger Wort,‎ 22 avril 2019 (lire en ligne, consulté le 17 février 2021)